# Harry Geithner
Harry Geithner (Bogotá, 1967. március 9. –) kolumbiai színész.

## Élete és pályafutása
1967. március 9-én született Bogotában. Édesapja, Harry Geithener, színész, édesanyja Cristina Cuesta, gyermekpszichológus. Három testvére van: Aura Cristina, az ikertestvére, valamint Catherine és John.
26 évesen kezdett színjátszását tanulni. Első jelentősebb szerepét a Te sigo amandoban kapta a Televisa-nál, amelyben Lenchot alakította.

## Filmográfia
- Café con aroma de mujer (1994-1995) ... Dr. Carmona
- Te sigo amando (1996-1997) ... 'Lencho'
- Momposina
- De pies a cabeza
- Sueños y espejos
- Ángela (1998)  Julián Arizpe
- María Belén (2001) Rogelio
- Entre el amor y el odio (2002) ... Everardo
- Amor real (2003) ... Ives Santibañez
- Amy, la niña de la mochila azul (2004) ... Dr. César Ballesteros
- A liliomlány (2004) ...  Gustavo
- Nunca te diré adiós (2005) ... Ricardo Alvarado
- La verdad oculta (2006) ... Leonardo Faidella
- Zorro (2007) ... Ricardo Montero de Avila
- La Santa Muerte (2007) ... Pablo
- Tiempo Final (2007) ... Hernán
- El juramento (2008) ... Diego Platas
- Az áruló (2008) ... Francisco
- Los simuladores 2. évad (2009)
- Hasta que el dinero nos separe (2009) ... Edgar Marino 'El Zorro'
- Eva Luna (2010-2011) ... Francisco Ramírez Conti
- Maldita (2012) ... Esteban Zuñiga
- Menekülés a szerelembe (2012) ... Óscar Gaitán
- Libre para amarte (2013) ... Napoleon Vergara
- Amores con trampa (2015) ... Esteban Antunes
- Un camino hacia el destino (2016) ... Leopoldo Arellano Manrique

## Fordítás
- Ez a szócikk részben vagy egészben  a   Harry Geithner című spanyol Wikipédia-szócikk fordításán alapul.  Az eredeti cikk szerkesztőit annak laptörténete sorolja fel. Ez a jelzés csupán a megfogalmazás eredetét és a szerzői jogokat jelzi, nem szolgál a cikkben szereplő információk forrásmegjelöléseként.